# Guido Buchwald
Guido Buchwald (Nyugat-Berlin, 1961. január 24. –) világbajnok német labdarúgó, hátvéd, edző, sportvezető. Jelenleg a Stuttgarter Kickers sportigazgatója.

## Pályafutása

### Klubcsapatban
1969-ben az SV Wannweil csapatában kezdte a labdarúgást, majd egy idényt a TSV Pliezhausen korosztályos csapatában játszott. 1978-ban figyelt fel rá a Stuttgarter Kickers és leigazolta. 1979 és 1983 között szerepelt a Kickers első csapatában, majd az élvonalbeli VfB Stuttgart szerződtette, ahol két bajnoki címet szerzett az együttessel 1983–84-ben és 1991–92-ben. Az utóbbi alkalommal a bajnoki cím sorsa az utolsó fordulóban dőlt el a Bayer Leverkusen elleni mérkőzésen, ahol Buchwald a mérkőzés befejezése előtt hat perccel szerezte meg a mindent eldöntő találatot. 1983 és 1994 között 325 Bundesliga mérkőzésen szerepelt és 28 gólt szerzett. 1994 és 1997 között a japán Urava Red Diamonds játékosa volt. Ezt követően hazatért és a Karlsruher SC csapatához szerződött, ahol a kiesés elleni küzdelemben próbálta az együttest segíteni sikertelenül, de a másodosztályban is a csapattal maradt, majd 1999-ben vonult vissza az aktív labdarúgástól.

### A válogatottban
1984 és 1994 között 76 alkalommal szerepelt a német válogatottban és négy gólt szerzett. Pályafutásának mélypontja volt, amikor Franz Beckenbauer nem válogatta be az 1986-os világbajnoki keretbe. 1990-ben a következő világbajnokságon tagja volt a világbajnok csapatnak. 1980-ban egy alkalommal szerepelt az U21-es válogatottban. Részt vett az 1984-es Los Angeles-i olimpián. Kilencszeres olimpiai válogatott mérkőzésén egy gólt szerzett.

### Edzőként, sportvezetőként
1999-ben utolsó klubjánál, a Karlsruher SC-nél maradt mint sportigazgató, majd ugyanilyen pozícióban dolgozott a Stuttgarter Kickersnél. 2004-ben visszatért Japánba korábbi klubjához, az Urava Red Diamondshoz, ahol 2006-ig dolgozott sikeresen. 2007-ben öt hónapon át az Alemannia Aachen menedzsere volt. 2007. november 26-án felmondtak neki. 2010. november 1-je óta ismét a Stuttgarter Kickers csapatánál tevékenykedik, mint sportigazgató. 2012 novemberében egy rövid ideig a csapat vezetőedzője is volt, miután Dirk Schusternek felmondtak és még Gerd Dais edzővel meg nem állapodtak.

## Sikerei, díjai

### Játékosként
Németország
- Világbajnokság
  - világbajnok: 1990, Olaszország
- Európa-bajnokság
  - ezüstérmes: 1992, Svédország
  - bronzérmes: 1988, NSZK

 VfB Stuttgart
- Német bajnokság (Bundesliga)
  - bajnok: 1983–84, 1991–92
- Nyugatnémet kupa (DFB-Pokal)
  - döntős: 1986
- UEFA-kupa
  - döntős: 1988–89

 Urava Red Diamonds
- Japán bajnokság (J-League)
  - a legjobb 11 tagja: 1995, 1996

### Edzőként
Urava Red Diamonds
- Japán bajnokság (J-League)
  - bajnok: 2006
  - az év edzője: 2006
- Japán kupa (Császár kupa)
  - győztes: 2005, 2006
- Japán szuperkupa (Xerox Super Cup)
  - győztes: 2006